# Quinteto de Stephan
El Quinteto de Stephan es un grupo de cinco galaxias situado en la constelación de Pegaso. Fue el primer grupo compacto en ser descubierto. El grupo fue descubierto por Édouard Stephan en 1877, en el Observatorio de Marsella. El grupo es el más estudiado de todos los grupos compactos. Visualmente, el miembro más brillante es NGC 7320.

Recientemente, se produjo una colisión de galaxias. Cuatro de las galaxias del Quinteto de Stephan colisionarán en el futuro. NGC 7318B está colisionando con NGC 7318A, y el Telescopio Espacial Spitzer, de la NASA, captó gas y polvo interestelar saliendo de esas dos galaxias, principalmente hidrógeno molecular.
NGC 7320 presenta un pequeño corrimiento al rojo (790 km/s), mientras que los otros miembros presentan un gran corrimiento al rojo (cerca de 6600 km/s). Debido a que el redshift es proporcional a la distancia, NGC 7320 está aproximadamente a 39 millones de años luz de la Tierra, distancia significativamente menor que los 210-340 millones de años luz de las otras cuatro galaxias. Esto podría indicar que lo que estamos observando no es un grupo ligado de cinco galaxias, cuatro efectivamente lo serían y la quinta sería una proyección. Este efecto sería similar al que se da en las constelaciones, donde proyectamos las estrellas sobre un plano y dichas estrellas no están necesariamente a la misma distancia.
Sus características astronómicas y astrofísicas le han proporcionado el honor de ser una de las primeras imágenes que se han publicado del telescopio espacial James Webb.

## Miembros
| Nombre                | Tipo         | A.R.(J2000)      | Dec. (J2000) | Redshift (km/s) | Magnitud aparente |
| --------------------- | ------------ | ---------------- | ------------ | --------------- | ----------------- |
| NGC 7317              | E4           | 22 h 35 m 51.9 s | +33°56′42″   | 6599 ± 26       | +14.6             |
| NGC 7318A (UGC 12099) | E2 pec       | 22 h 35 m 56.7 s | +33°57′56″   | 6630 ± 23       | +14.3             |
| NGC 7318B (UGC 12100) | SB(s)bc pec  | 22 h 35 m 58.4 s | +33°57′57″   | 5774 ± 24       | +13.9             |
| NGC 7319              | SB(s)bc pec  | 22 h 36 m 03.5 s | +33°58′33″   | 6747 ± 7        | +14.1             |
| NGC 7320              | (R)SAB(s)0/a | 22 h 36 m 20.4 s | +33°59′06″   | 786 ± 20        | +12.5             |

## Otras imágenes

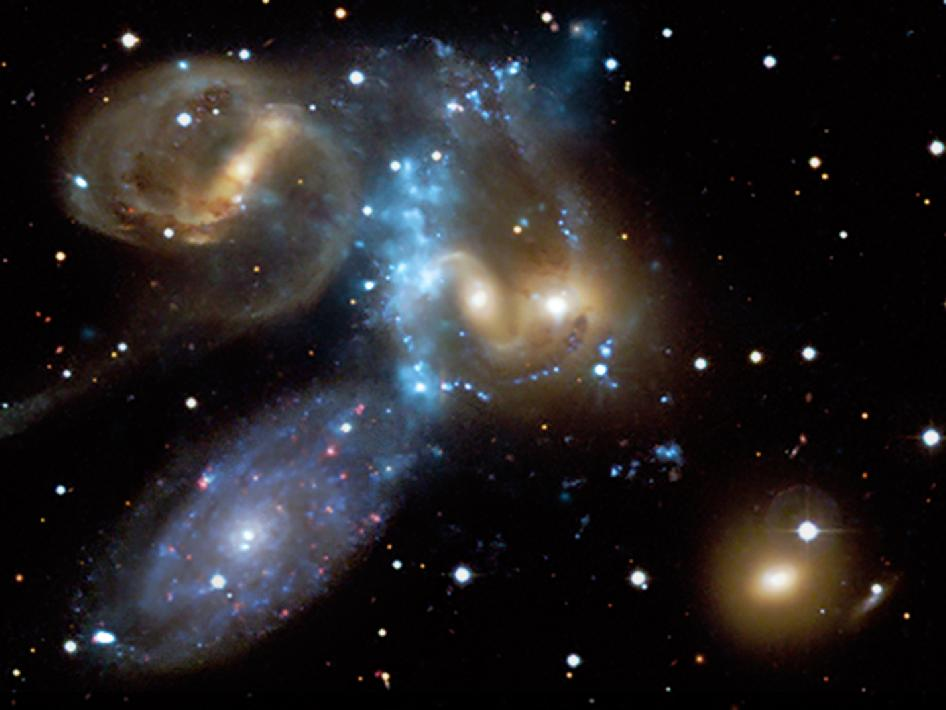
Imagen que incluye Rayos X